# Jehnědka olšová
Jehnědka olšová (Ciboria caucus (Rebent.) Fuckel 1870) je drobná jarní vřeckovýtrusná houba, která se vyskytuje na opadaných loňských jehnědách olší.

## Vzhled

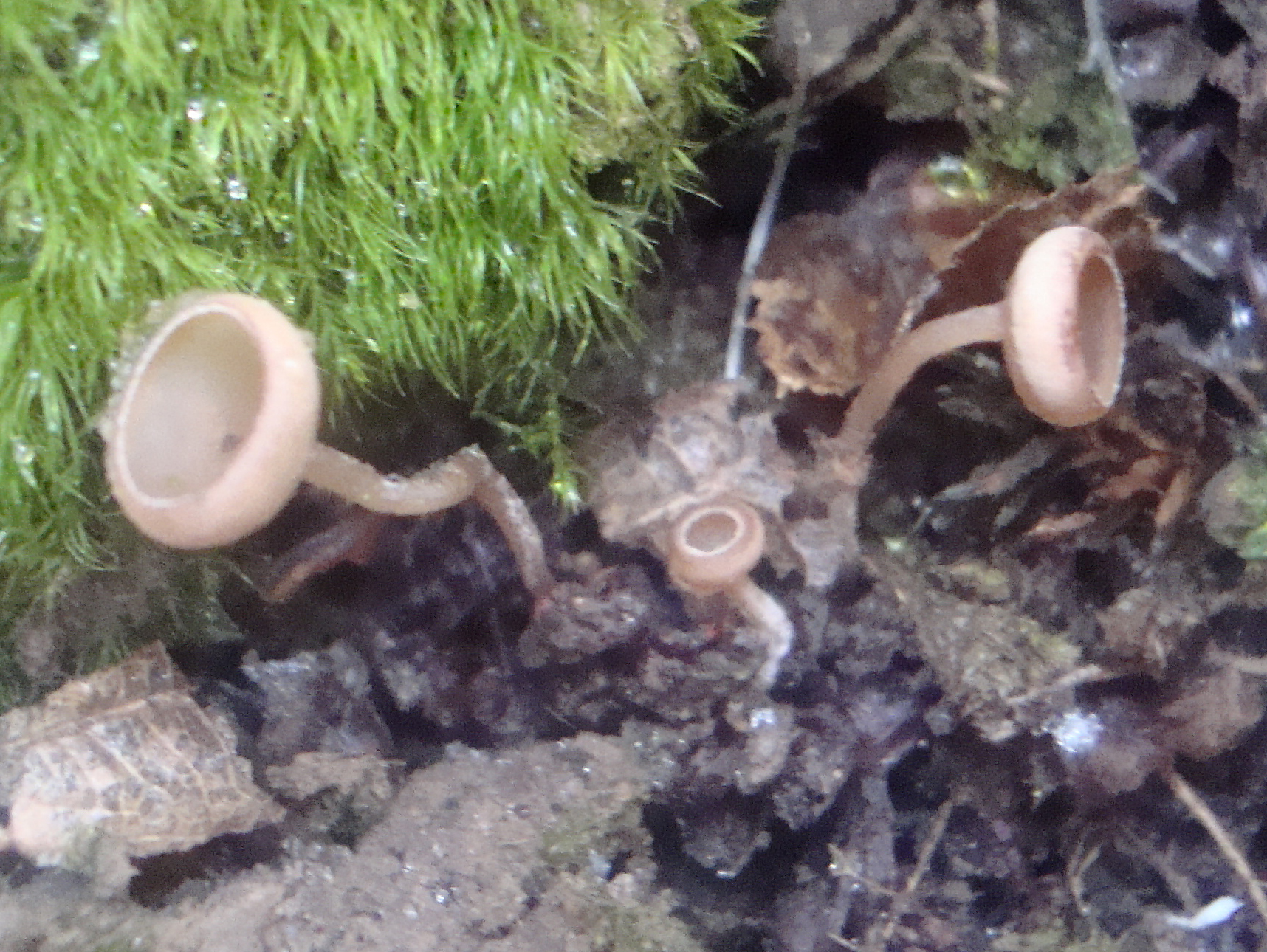
jehnědka olšová, Podkomorské lesy

### Makroskopický
Plodnice jsou nejprve pohárkovité, poté se rozevírají a v dospělosti bývají až ploše mističkovité o průměru 4–12 milimetrů. Okraj je nejprve bíle vločkatý, později zvlněný a popraskaný. Apothecie se substrátem spojuje stopka, která dosahuje 5–30 milimetrů délky a 0,5–1,5 milimetru v průměru. Plodnice mají okrové až okrově hnědé zbarvení.

### Mikroskopický
Vřecka nesou 8 výtrusů o rozměrech 7,5–11 × 4,5–6 μm.

## Výskyt
Plodnice se objevují od února do května, vyrůstají z spadaných jehnědách olší, vrb a topolů. Často pod listím. Houba je drobná, přehlížená, takže ještě na počátku 20. století byla považovaná za vzácnou. V přirozených olšinách se ale vyskytuje poměrně hojně.

## Rozšíření
Vyskytuje se v Evropě (Belgie, Bělorusko, Česká republika, Lucembursko, Německo, Norsko, Polsko, Rakousko, Slovinsko, Španělsko, Švédsko) a v Severní Americe (Kanada, USA).

## Záměna
- jehnědka lísková (Ciboria coryli) – na samčích jehnědách lísky, větší výtrusy (>10 μm)[1]
- jehnědka březová (Ciboria betulicola) – na samčích jehnědách břízy, menší výtrusy (5,5–10–5,5 μm)[1]
- jehnědka čtyřvýtrusá (Ciboria acerina) – na jehnědách vrb, topolů a voskovníku, vřecka po čtyřech[1]
- jehnědka žaludová (Ciboria batschiana) – na starých žaludech, fruktifikuje na podzim

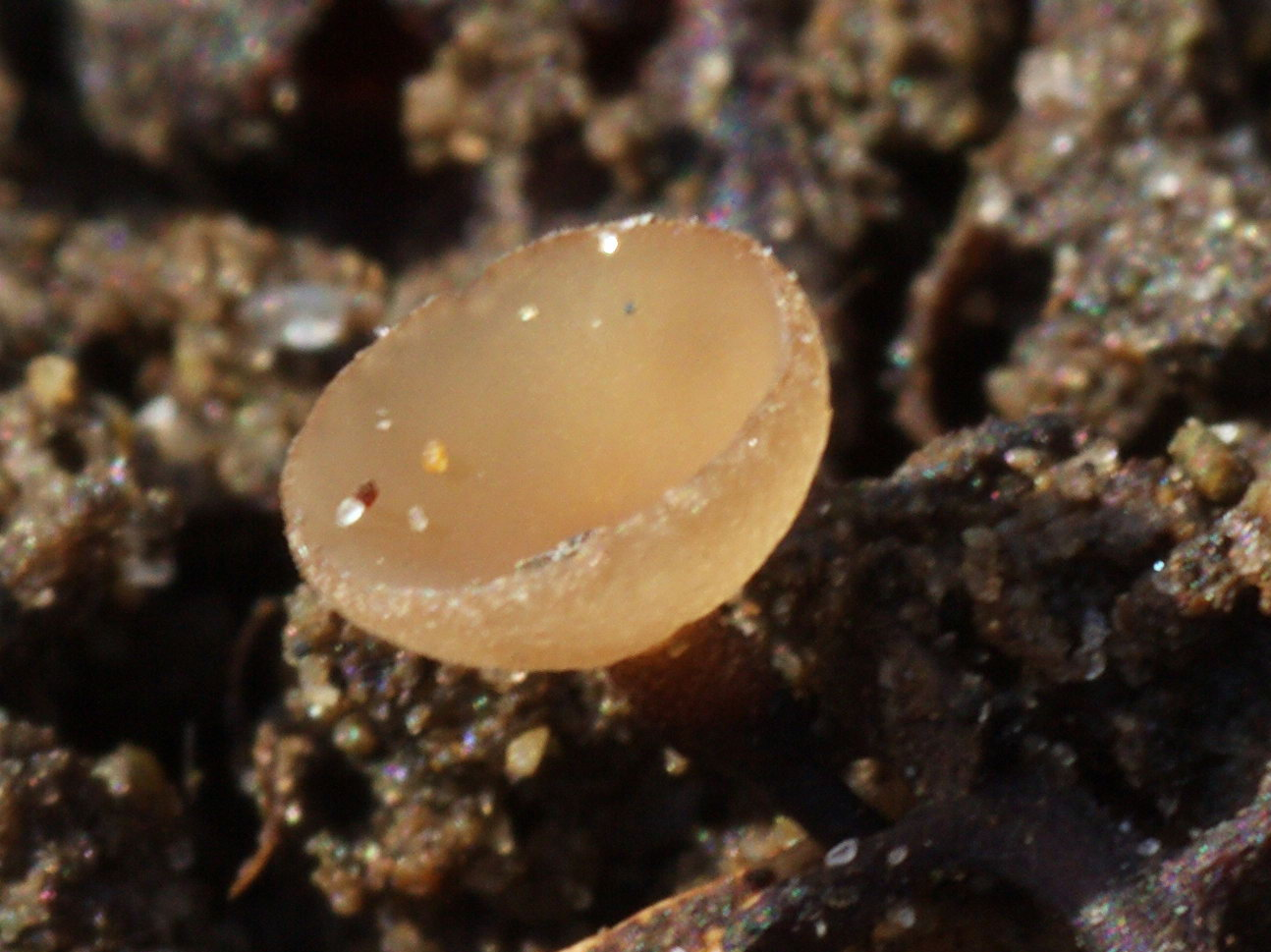
jehnědka březová
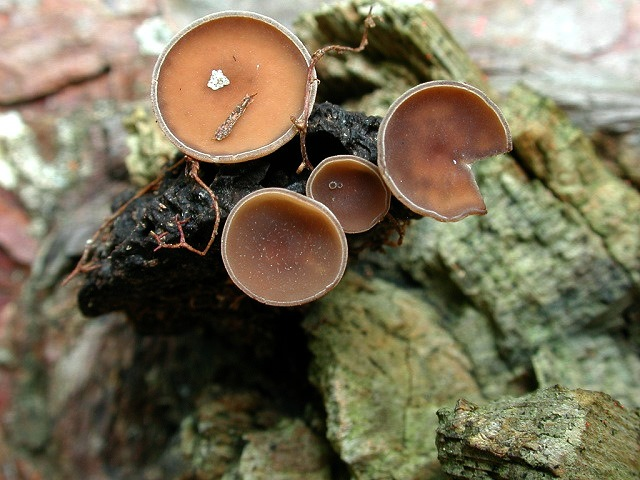
jehnědka žaludová